# Unité pastorale

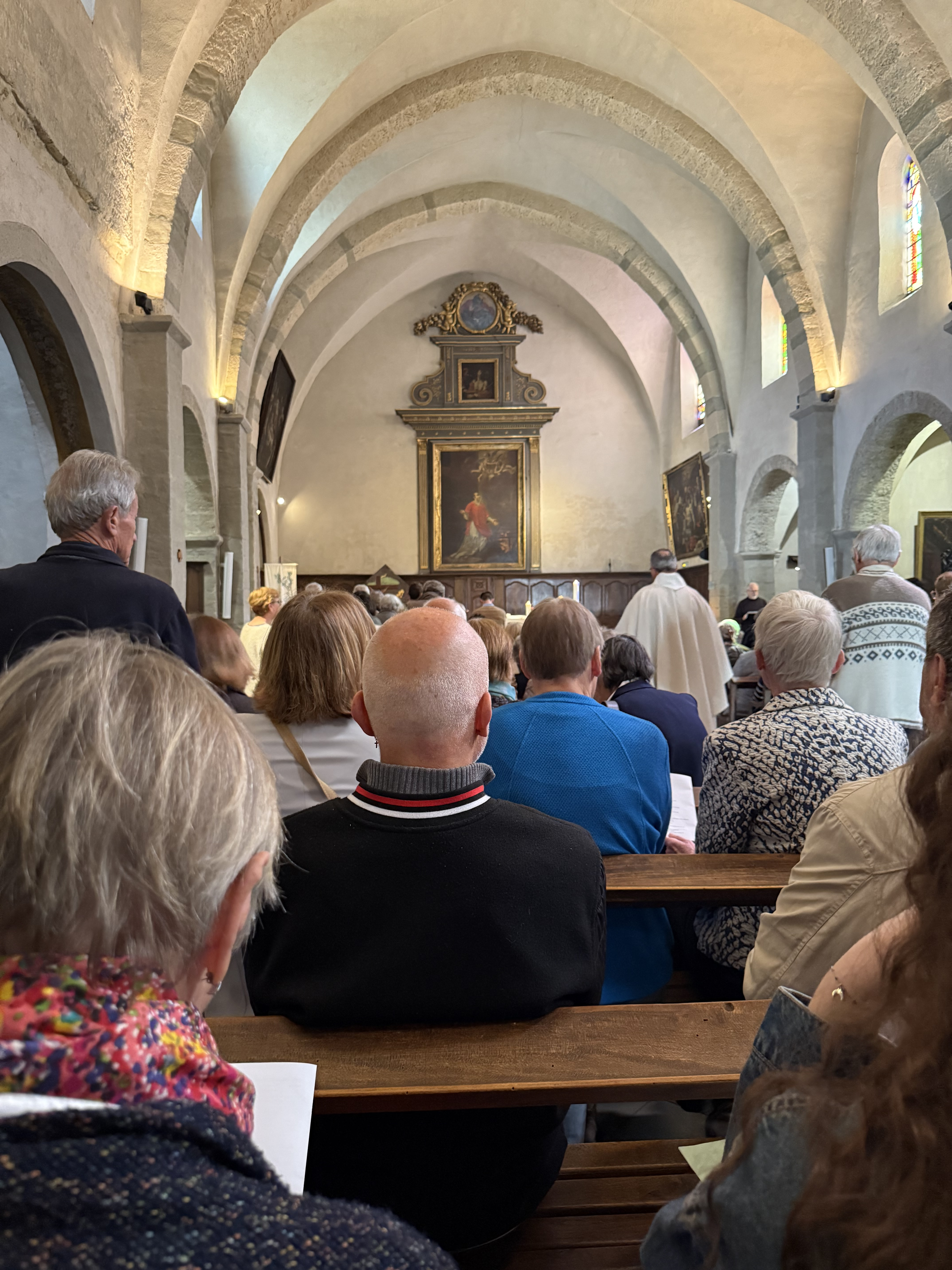

Une unité pastorale est un regroupement de paroisses de l’Église catholique romaine ayant une proximité géographique.
Celles-ci se donnent des modes concertés d’action leur permettant, sur une base permanente et sur un territoire plus grand, d’assurer ensemble l’exercice des rôles paroissiaux dans toutes leurs dimensions, tout en respectant des éléments spécifiques à chaque paroisse. Bien que chaque paroisse garde son secrétariat et son assemblée de fabrique, elles partagent une équipe de pastorale (prêtres et agents de pastorale) et souvent la comptabilité.
Le concept d'unité pastorale n'est pas explicitement défini par le Code de droit canonique, mais le canon no 517, § 1er prévoit que : « Là où les circonstances l'exigent, la charge pastorale d'une paroisse ou de plusieurs paroisses ensemble peut être confiée solidairement à plusieurs prêtres, à la condition cependant que l'un d'eux soit le modérateur de l'exercice de la charge pastorale, c'est-à-dire qu'il dirigera l'activité commune et en répondra devant l'Evêque. »